# Famille Ludovisi
Pour les articles homonymes, voir Ludovisi.
 (mars 2013).
Si vous disposez d'ouvrages ou d'articles de référence ou si vous connaissez des sites web de qualité traitant du thème abordé ici, merci de compléter l'article en donnant les références utiles à sa vérifiabilité et en les liant à la section « Notes et références ».
La famille Ludovisi est une famille de la noblesse romaine qui fusionné avec les Boncompagni-Ludovisi, princes de Piombino. 

## Armes

Armes des Ludovisi